# Jean-Philippe Sabo
Jean-Philippe Sabo (Gouvieux, 26 febbraio 1987) è un ex calciatore francese, di ruolo difensore.

## Palmarès

### Club

#### Competizioni nazionali
- Campionato francese di seconda divisione: 1

Montpellier: 2008-2009
Strasburgo: 2016-2017
- Coppa di Lega francese: 2

Olympique Marsiglia: 2010-11, 2011-12
- Supercoppa francese: 2

Olympique Marsiglia: 2010, 2011
- Championnat National: 1

Strasburgo: 2015-2016